# 6 Eskadra Pilotażu Przejściowego Oficerskiej Szkoły Lotniczej nr 5
6 Eskadra Pilotażu Przejściowego Oficerskiej Szkoły Lotniczej nr 5 (6 eppr OSL-5) – pododdział wojsk lotniczych.

## Historia – formowanie, zmiany organizacyjne
6 Eskadra Pilotażu Przejściowego Oficerskiej Szkoły Lotniczej nr 5 została sformowana na mocy rozkazu MON nr 03/org. z 10 stycznia 1951 roku z nazwą 7 Eskadra Wyszkolenia Podstawowego Oficerskiej Szkoły Lotniczej nr 4. Dowódcą eskadry został kpt. pil. Czesław Płoski, a miejscem jej bazowania był Świdnik. Za datę powstania jednostki przyjęto dzień 10 stycznia 1951 roku.
12 grudnia 1952 roku, na mocy decyzji dowódcy Wojsk Lotniczych, 7 Eskadra Wyszkolenia Podstawowego została przekazana do dyspozycji radomskiej szkoły z nazwą 5 Eskadra Pilotażu Podstawowego Oficerskiej Szkoły Lotniczej nr 5. Za datę powstania jednostki przyjęto dzień 12 grudnia 1952 roku. Miejscem bazowania było polowe lotnisko Piastów koło Radomia. Była wyposażona w samoloty typu Jak-18. Początkowo zgodnie z istniejącą wówczas w radomskiej OSL-5 numeracją eskadr, nadano przyjętej z OSL-4 nowej eskadrze numer 5. Sytuacja zmieniła się pod koniec stycznia 1953 roku wraz z uzupełnieniem radomskiej szkoły o kolejne dwie eskadry z Dęblina i eskadra otrzymała nazwę 7 Eskadra Wyszkolenia Podstawowego Oficerskiej Szkoły Lotniczej nr 5. W tym czasie eskadra szkoliła podchorążych po rocznym kursie teoretycznym, początkowo w zakresie pilotażu podstawowego na samolotach typu Jak-18.
W połowie sierpnia 1954 eskadra została przebazowana na lotnisko polowe w Przasnyszu.
W 1955 OSL nr 5, dysponująca 9 eskadrami, przechodzi zmianę etatu z 20/283 na etat 20/343 i związaną z tym reorganizację. 5 lutego 1955 7 Eskadra przemianowana zostaje na 6 Eskadrę Pilotażu Przejściowego.
W dniach 7-8 lutego 1956 r. eskadra została przebazowana z lotniska Przasnysz na lotnisko Tomaszów Mazowiecki. W lutym 1958 w Tomaszowie Mazowieckim na bazie jednostki sformowano 63 pułk szkolno-bojowy, którego dowódcą został mjr pil. Kazimierz Ciepiela.

## Dowódcy eskadr 1951-1958
- kpt. pil. Czesław Płoski (1951-1953)[9][10]
- kpt. pil. Irena Sosnowska (1953-1954)[10][11]
- kpt. pil. Henryk Niemczyk (1954-1957)[12][2]
- kpt. pil. Bolesław Andrychowski (1957-1958)[12][13]

## Samoloty
Na wyposażeniu eskadry były samoloty:
- Jak–18 →?
- Jak–11 →16

## Źródła nieweryfikowalne
6 eskadra została opisana w archiwach wojskowych:
- Kronika Oficerskiej Szkoły Lotniczej nr 5 w Radomiu